# Frumoasa, Suceava
Frumoasa este un sat în comuna Moara din județul Suceava, Bucovina, România.

## Descriere
Este o localitate situată la 4 km depărtare de Suceava. Originea numelui său provine de la un han căruia, în urmă cu aproximativ 200 de ani, călătorii îi spuneau La Frumoasa, deoarece se spune că nevasta hangiului ar fi fost foarte frumoasă. 
Este o localitate mică având doar 65 case. Este împărțit în două linii distincte de case, pe lângă șoseaua care duce prin Liteni, la Gura Humorului. Cealaltă linie mai consistentă, unde era de fapt vatra satului și se desfășoară de-a lungul unui pârâiaș care se pierde mai departe spre Moara Carp. Până prin anul 1995 nu avea o biserică ortodoxă, ci doar o casă de rugăciune pentru credincioși penticostali, al căror procent este destul de ridicat (aproximativ 35%). Recent s-a construit și o biserică ortodoxă și s-au constituit două cimitire: ortodox și penticostal. 
În sat locuiesc în bună înțelegere și câteva familii de credincioși romano-catolici rămași din vremea evacuării pe aceste meleaguri. În prezent este și o mișcare adventist-reformistă din care fac parte 5 familii, participând și alți fii ai satului care locuiesc în împrejurimi.

## Obiective turistice
- Rezervația floristică Frumoasa

 Acest articol despre o localitate din județul Suceava este deocamdată un ciot. Puteți ajuta Wikipedia prin completarea lui.